# Raúl Rosas Jr.
Raúl Gilberto Rosas Ríos Jr. (Clovis, Nuevo México; 8 de octubre de 2004) es un artista marcial mixto mexicano de origen estadounidense, que compite en la división de peso gallo de Ultimate Fighting Championship (UFC). Es conocido por ser el peleador más joven en firmar con la promotora, con apenas 17 años.

## Primeros años
Los padres de Rosas Jr. inicialmente emigraron a los Estados Unidos desde Iztapalapa, una demarcación de la Ciudad de México. Ellos se instalaron en la ciudad de Clovis (Nuevo México), donde nació Raúl.
Con solo 13 años, la familia se mudó a Santa Rosa, California en 2017. Comenzó a luchar en la escuela secundaria y participó en Pankration, un deporte amateur similar a las artes marciales mixtas (MMA). Después de unos años en Santa Rosa, los padres de Rosas Jr. tomaron la decisión de avanzar un paso más en la carrera de lucha de sus hijos. Como aficionado, y con sólo 14 años, participó en el campeonato mundial de la IMMAF en Roma, donde pudo ganar el oro. Más tarde, se instaló en la ciudad mexicana de Tijuana.

## Carrera de artes marciales mixtas
En noviembre de 2021, Rosas Jr. hizo su debut profesional en MMA para la promoción mexicana Ultimate Warrior Challenge México.
Después de terminar 5-0 en UWC México, Rosas Jr. fue invitado a aparecer en el programa Dana White's Contender Series el 20 de septiembre de 2022 contra Mando Gutiérrez, donde ganó la pelea por decisión unánime y se convirtió en el peleador más joven en recibir un contrato de UFC. Dicho récord anteriormente lo ostentaba Chase Hooper.

### Ultimate Fighting Championship
Rosas Jr. hizo su debut en UFC contra Jay Perrin el 10 de diciembre de 2022 en UFC 282. Ganó la pelea mediante un estrangulamiento por detrás en el primer asalto. Como resultado, recibió el premio a la Actuación de la Noche.
Rosas Jr. se enfrentó a Christian Rodríguez el 8 de abril de 2023 en UFC 287. Perdió la pelea por decisión unánime.
Rosas Jr. se enfrentó a Terrence Mitchell el 16 de septiembre de 2023 en UFC Fight Night 227. Ganó la pelea por nocaut técnico en el primer asalto. Como resultado, recibió su segundo premio a la Actuación de la Noche.
Rosas Jr. estaba programado para enfrentarse a Ricky Turcios el 24 de febrero de 2024 en UFC Fight Night 237. Sin embargo, Rosas Jr. se vio obligado a retirarse justo antes de que comenzara la pelea debido a una enfermedad. Como resultado, la pelea se retrasó una semana hasta UFC Fight Night 238. Sin embargo, la pelea fue cancelada al no haber sido firmada. Posteriormente Rosas Jr. enfrentó a Turcios en UFC on ESPN 57 el 8 de junio de 2024, pelea en la que se llevó la victoria mediante una sumisión en el segundo asalto. Como resultado, recibió su tercer premio a la Actuación de la Noche.
Rosas Jr. se enfrentó a Aori Qileng el 14 de septiembre de 2024 en UFC 306. Ganó la pelea por decisión unánime.
Rosas Jr. se enfrentó Vince Morales el 29 de marzo de 2025 en UFC on ESPN 64. Ganó la pelea por decisión unánime.

## Carrera de grappling
Está previsto que Rosas Jr. hiciera su debut en grappling contra Muhammad Mokaev en el evento principal de ADXC 6 el 25 de octubre de 2024. Pero días más tarde el combate se cancelo debido a que el contrato de Rosas Jr. en UFC estipulaba que no podía competir en eventos ajenos a la organización, esto confirmado por Mokaev.

## Campeonatos y logros
- Ultimate Fighting Championship
  - Actuación de la Noche (Tres veces) vs. Jay Perrin, Terrence Mitchell y Ricky Turcios[13][8][19]

## Récord en artes marciales mixtas
| Récord profesional | Récord profesional | Récord profesional |
| 12 peleas          | 11 victorias       | 1 derrota          |
| ------------------ | ------------------ | ------------------ |
| Nocaut             | 2                  | 0                  |
| Sumisión           | 6                  | 0                  |
| Decisión           | 3                  | 1                  |

| Resultado | Récord | Oponente                | Método                      | Evento                                   | Fecha                    | Ronda | Tiempo | Localización         | Notas                  |
| --------- | ------ | ----------------------- | --------------------------- | ---------------------------------------- | ------------------------ | ----- | ------ | -------------------- | ---------------------- |
| Victoria  | 11–1   | Vince Morales           | Decisión (unánime)          | UFC on ESPN: Moreno vs. Erceg            | 29 de marzo de 2025      | 3     | 5:00   | Ciudad de México     |                        |
| Victoria  | 10–1   | Aori Qileng             | Decision (unánime)          | UFC 306                                  | 14 de septiembre de 2024 | 3     | 5:00   | Las vegas, Nevada    |                        |
| Victoria  | 9–1    | Ricky Turcios           | Sumisión (rear-naked choke) | UFC on ESPN: Cannonier vs. Imavov        | 8 de junio de 2024       | 2     | 2:22   | Louisville, Kentucky | Actuación de la Noche. |
| Victoria  | 8–1    | Terrence Mitchell       | TKO (golpes)                | UFC Fight Night: Grasso vs. Shevchenko 2 | 16 de septiembre de 2023 | 1     | 0:54   | Las Vegas, Nevada    | Actuación de la Noche. |
| Derrota   | 7–1    | Christian Rodriguez     | Decisión (unánime)          | UFC 287                                  | 8 de abril de 2023       | 3     | 5:00   | Miami, Florida       |                        |
| Victoria  | 7–0    | Jay Perrin              | Sumisión (rear-naked choke) | UFC 282                                  | 10 de diciembre de 2022  | 1     | 2:44   | Las Vegas, Nevada    | Actuación de la Noche. |
| Victoria  | 6–0    | Mando Gutierrez         | Decisión (unánime)          | Dana White's Contender Series 55         | 20 de septiembre de 2022 | 3     | 5:00   | Las Vegas, Nevada    |                        |
| Victoria  | 5–0    | Andres Portocarrero     | TKO (golpes)                | UWC México 35                            | 24 de junio de 2022      | 1     | 2:11   | Tijuana              |                        |
| Victoria  | 4–0    | Jose Guadalupe Peñaloza | Sumisión (rear-naked choke) | UWC México 34                            | 27 de mayo de 2022       | 2     | 2:25   | Tijuana              | Debut en peso gallo.   |
| Victoria  | 3–0    | Francisco Villanueva    | Sumisión (armbar)           | UWC México 33                            | 29 de abril de 2022      | 2     | 2:07   | Tijuana              |                        |
| Victoria  | 2–0    | Joel Peña               | Sumisión (armbar)           | UWC México 32                            | 25 de marzo de 2022      | 1     | 0:54   | Tijuana              |                        |
| Victoria  | 1–0    | Eduardo Velázquez       | Sumisión (rear-naked choke) | UWC México 30                            | 26 de noviembre de 2021  | 1     | 1:01   | Tijuana              | Debut en peso pluma.   |